# داریوش مهرجویی
داریوش مهرجویی (۱۷ آذر ۱۳۱۸ – ۲۲ مهر ۱۴۰۲)، فیلم‌ساز و نویسندهٔ ایرانی بود. مهرجویی که از بنیان‌گذارانِ کانونِ سینماگرانِ پیشرو بود، یکی از فیلم‌سازان برجستهٔ ایران و از چهره‌های اصلی موج نوی سینمای ایران به‌شمار می‌رود. مهرجویی علاوه بر فعالیت در سینما، به نوشتن رمان و ترجمه نیز می‌پرداخت.
مهرجویی نخست دوستدارِ موسیقی بود. بعدها برای تحصیل در رشتهٔ سینما به لس آنجلس رفت؛ ولی در دانشگاه کالیفرنیا، لس آنجلس (UCLA) در آمریکا فلسفه خواند و فارغ‌التحصیل شد. نخستین فیلمش الماس ۳۳ بود که در سال ۱۳۴۶ منتشر شد و ناموفق بود. مهرجویی با ساختِ فیلم گاو (۱۳۴۸) نگاه‌ها را متوجّه خود کرد و به موج نوی سینمای ایران شکل داد. پس از انقلاب ۱۳۵۷ مدّتی از ایران رفت، امّا چند سال بعد بازگشت و به فیلم‌سازی پرداخت و عضوِ پیوستهٔ فرهنگستانِ هنر شد. از دیگر فیلم‌های برجسته‌اش می‌توان به اجاره‌نشین‌ها (۱۳۶۵)، هامون (۱۳۶۸)، سارا (۱۳۷۱)، پری (۱۳۷۳)، لیلا (۱۳۷۵)، درخت گلابی (۱۳۷۶)، مهمان مامان (۱۳۸۲) و سنتوری (۱۳۸۵) اشاره کرد. بسیاری از این فیلم‌ها اقتباس‌هایی از آثارِ نویسندگانی از هنریک ایبسن تا غلامحسین ساعدی بوده‌اند. مهرجویی و همسرش وحیده محمّدی‌فر ۲۲ مهر ۱۴۰۲ در خانهٔ ویلایی خود در مشکین‌دشتِ کرج کُشته شدند.
براساس نتایج یک نظرسنجی در سال ۱۳۸۳، مهرجویی با آفریدن هفت شخصیت، بیشترین شخصیت سینمایی ماندگار را در سینمای ایران خلق کرده است. همچنین شخصیت هامون در فیلمی به همین نام از مهرجویی، ماندگارترین شخصیت در تاریخ سینمای ایران دانسته شده است. مهرجویی بارها جزء برترین فیلم‌سازان تاریخ سینمای ایران انتخاب شد. از جمله در نخستین رأی‌گیری مجلهٔ فیلم به سال ۱۳۶۷ و در رأی‌گیری سال ۱۳۷۸ مجلهٔ دنیای تصویر و در نظرسنجی سال ۱۳۸۱ مجلهٔ نقد سینما. او در رأی‌گیری ۱۳۹۸ مجلهٔ فیلم به عنوان بهترین کارگردان تاریخ سینمای ایران انتخاب شد.
هرچند از آغاز فعالیت فیلم‌سازی مهرجویی شماری از فیلم‌هایش توقیف شد، ولی با این حال او همچنان به فیلم‌سازی ادامه داد. او جوایز متعدد بین‌المللی دریافت کرد که از میان آنها می‌توان به جایزهٔ صدف طلایی بهترین فیلم جشنوارهٔ فیلم سن‌سباستین، سه جایزهٔ ذکر ویژه و جایزهٔ بخش نگاه نو و جایزهٔ فیپرشی از جشنوارهٔ فیلم برلین، جایزهٔ فیپرشی جشنواره بین‌المللی فیلم ونیز و جایزهٔ هوگو نقره‌ای جشنواره بین‌المللی فیلم شیکاگو اشاره کرد. سال ۱۳۹۳ از سوی سفیر فرانسه جایزهٔ شوالیه ادب و هنر فرانسه به مهرجویی اهدا شد.

## زندگی و حرفه

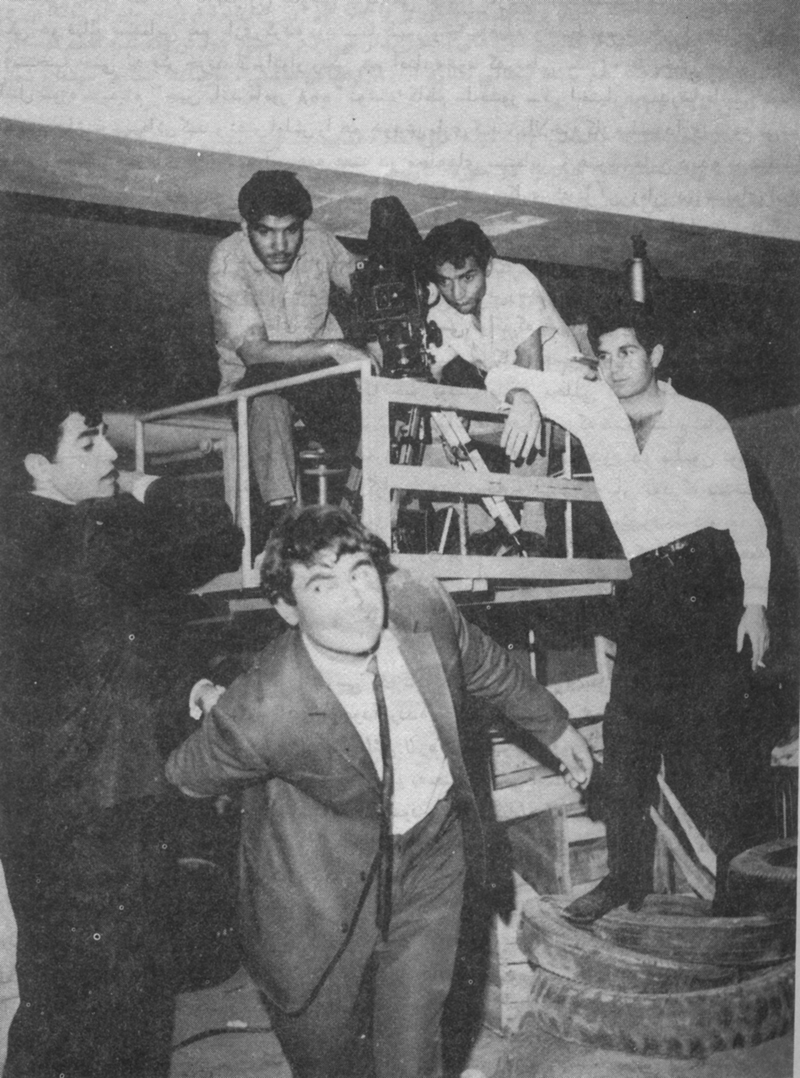
داریوش مهرجویی پشت صحنهٔ نخستین فیلمش، الماس ۳۳ (۱۳۴۶)

داریوش مهرجویی در ۱۷ آذرِ ۱۳۱۸ در تهران در خانواده‌ای از طبقهٔ فرودست به‌دنیا آمد. در کودکی تحتِ تأثیرِ مادربزرگش، که مسلمانی معتقد بود، قرار گرفت. در مصاحبه‌ای به سالِ ۱۳۵۱ در این باره می‌گوید: «مادربزرگم از آن نمازخوان‌های دوآتشه بود؛ و تحت تأثیر فضای روحانی او، من هم از سن هفت تا پانزده‌سالگی، شده بودم یک مسلمان واقعی. نماز و روزه‌ام یک بار هم ترک نمی‌شد. [...] اما از پانزده سالگی به بعد، درست آن موقعی که نماز و روزه‌ام به حساب می‌آمد، شک در دلم نشست.» در نوجوانی به موسیقی علاقه‌مند شد و مدّتِ کوتاهی در درسِ موسیقیِ آقای زندی شرکت کرد. نزدِ پدرش، که موسیقی ایرانی را خوب می‌شناخت، به نواختنِ سنتور پرداخت و بعد با موسیقی کلاسیکِ مغربی آشنا شد و به نواختنِ پیانو و نوشتنِ قطعاتی برای پیانو پرداخت.
مهرجویی در هفده‌سالگی به سینما علاقه‌مند شد و برای درکِ بهتر فیلم‌های روز به آموختنِ زبانِ انگلیسی پرداخت. تحصیلات مقدّماتی را در تهران به پایان برد و یک سال در هتل آتلانتیک مدیر شد و سپس بیست ساله بود که برای ادامهٔ تحصیل به کالیفرنیا رفت. نخست به خواندن سینما روی آورد اما خیلی زود رها کرد و به فلسفه پرداخت و در سالِ ۱۳۴۴ از دانشگاه یوسی‌ال‌ای لیسانسِ فلسفه گرفت. در همین سال سردبیری نشریهٔ پارس ریویو در لس آنجلس را به‌عهده گرفت و سال بعد به تهران رفت و در سال ۱۳۴۶ نخستین فیلم خود به نام الماس ۳۳ را که فیلمی بسیار پرهزینه بود ساخت. این فیلم جنایی-اکشن در ۵ بهمن ۱۳۴۶ در تهران روی پرده رفت و فروش متوسطی داشت و با توجه به هزینهٔ بالای ساخت شکستی تجاری محسوب شد و توجه منتقدان را هم چندان به خود جلب نکرد.
مهرجویی سال ۱۳۴۸ با هم‌کاری غلامحسین ساعدی فیلمنامهٔ گاو را از روی یکی از داستان‌های کوتاه مجموعهٔ عزاداران بیلِ ساعدی نوشت و فیلم کرد. این فیلم جوایز متعددی را در جشنواره‌های بین‌المللی به ارمغان آورد. گاو هم از نظر تجاری هم از نظر هنری فیلم موفقی از کار درآمد و فصل جدیدی در سینمای ایران گشود و سینمای ایران را که تا پیش از آن حضور کم‌رنگی در جشنواره‌های جهانی داشت به عنوان سینمایی متفکر و قابل اعتنا به منتقدان جهانی معرفی کرد.از آن زمان همواره، به جز وقفهٔ چند سالهٔ پس از انقلاب ۱۳۵۷ و رویدادهای پس از آن که منجر به مهاجرتش به فرانسه شد، مهرجویی یکی از فیلم‌سازان مطرح و پرکار ایرانی بود. وی همچنین از اعضای هیئت‌مدیره موزه هنرهای معاصر تهران بود.
مهرجویی از سال ۱۳۸۷ تا ۱۳۹۸، شش فیلم ساخت اما از نظر منتقدان و همچنین در گیشه ناموفق بودند. لامینور آخرین ساخته مهرجویی بود که به‌دلیل اعتراضات آبان ۱۳۹۸ ایران، از نمایش آن در جشنواره فیلم فجر ۱۳۹۸ خودداری کرد و در اردیبهشت سال ۱۴۰۰ به نمایش درآمد.

### زندگی شخصی
مهرجویی ابتدا با فریار جواهریان (مهندس معمار و طراح صحنه) ازدواج کرد. حاصل این ازدواج دو فرزند با نام‌های مریم و صفا بود. سپس با وحیده محمّدی‌فر ازدواج کرد و حاصل این ازدواج دختری به نام مونا است.

## قتل
مهرجویی و همسرش، وحیده محمّدی‌فر، شبِ ۲۲ مهرِ ۱۴۰۲ در خانهٔ ویلایی خود در مشکین‌دشت به دستِ باغبانِ سابقشان و همدستانش کُشته شدند. دخترشان جسد آن‌ها را کشف کرد و ماجرا را به پلیس گزارش داد. پیش از این حادثه، محمّدی‌فر در صفحهٔ شخصیِ خود در شبکه‌های اجتماعی از تهدیدهای «شخصی ناشناس با لهجه غیر ایرانی» با چاقو از پشتِ درِ ویلا خبر داده بود. او همچنین در این پست در صفحه اینستاگرام خود نوشته بود که در هفته‌های اخیر مورد سرقت قرار گرفتند و دو سنتور مربوط به پروژهٔ سنتوری ۲ از او دزدیده شده بود.
خبر کشته شدن مهرجویی و همسرش در ساعات اولیه بامداد ۲۳ مهر ۱۴۰۲ اعلام و از طرف رسانه ها پوشش داده شد. مدیران روزنامه‌های اعتماد و فراز و چند روزنامه‌نگار دیگر از سوی قوه قضائیه احضار شدند. همچنین خبرنگار روزنامه اعتماد، بهاره شبانکارئیان که قبل از حادثه با وحیده محمدی فر مصاحبه کرده بود به وزارت اطلاعات احضار شد .رئیس قوه قضائیه غلامحسین محسنی اژه‌ای و رئیس‌جمهور سیّد ابراهیم رئیسی دستور پیگیری این پرونده را دادند.
محمّد قنبری، رئیس پلیس آگاهی کشور، با حضور در صحنهٔ جنایت به خبرنگاران گفت: «آثاری پیدا شده که احتمالاً از قاتل است و هیچ اثری دال بر ورود به اجبارِ قاتل یا قاتلین به خانه دیده نشده است. گردِ ویلا اکثراً دیواری ساخته نشده و جایی که دیوار هست کوتاه است و قاتلان بدونِ مانع احتمالاً با باز بودن در واردِ خانه شدند.» در ۲۴ مهر هفت نفر مظنون به قتل مهرجویی و همسرش دستگیر شدند. تعداد بازداشت‌شدگان روز بعد به ده نفر رسید. در ۲۷ مهر اعلام شد که عامل اصلی قتل مهرجویی دستگیر شده است. به گفتهٔ سعید منتظرالمهدی، سخنگوی نیروی انتظامی، قاتل در میان دستگیرشدگان بوده است. پزشکی قانونی علت مرگشان را «خونریزی شدید به دلیل جراحات وارده به واسطه برخورد چاقو یا جسم برنده و نوک تیز» اعلام کرد.
به مناسبتِ مرگِ مهرجویی خانهٔ سینمای ایران سه روز عزای عمومی اعلام کرد و شبکهٔ نمایش و رادیو نمایش از ۲۹ مهر تا ۵ آبان مرورِ فیلم‌های او را در برنامه قرار دادند.
جنازهٔ مهرجویی و همسرش در ۲۶ مهر ۱۴۰۲ با حضور نیروهای ضد شورش از مقابلِ تالارِ وحدت تشییع و در قطعهٔ هنرمندانِ بهشتِ زهرای تهران دفن شد. در مراسمِ تشییع شعارهای اعتراضی مانند «زن، زندگی، آزادی» به گوش می‌رسید.
وکیل مادر وحیده محمدی‌فر در تاریخ ۱۱ مرداد ۱۴۰۴ گفت: در پی صدور رای قطعی دیوان عالی کشور در تایید حکم صادره از دادگاه کیفری یک استان البرز، مبنی بر قصاص نفس یکی از متهمان و محکومیت دیگر متهمان به مجازات حبس در پرونده قتل مرحومان داریوش مهرجویی و همسرش وحیده محمدی‌فر، اولیای دم با اعلام گذشت از حق قصاص، خواهان اجرای کامل مجازات‌های جایگزین با توجه به جنبه عمومی جرم شده‌اند.

## آثار

### تئاتر
- غرب واقعی، نوشته سام شپارد، پردیس سینمایی کوروش، ۱۳۹۴
- درس، نوشته اوژن یونسکو، تماشاخانه ایرانشهر، ۱۳۸۹[۳۵]

## بازیگران مهرجویی
بسیاری از بازیگران ایران در فیلم‌های مهرجویی حضور داشته‌اند. بازیگرانی مانند: عزت‌الله انتظامی، علی نصیریان، جمشید مشایخی، گلاب آدینه، خسرو شکیبایی، پرویز فنی‌زاده، جمیله شیخی، صدیقه کیانفر، فخری خوروش، محمّدعلی کشاورز، فروزان، سعید کنگرانی، اسماعیل محمّدی، ژاله سام، مرضیه برومند، ایرج راد، حمیده خیرآبادی، اکبر عبدی، فردوس کاویانی، فریماه فرجامی، بیتا فرهی، توران مهرزاد، منوچهر حامدی، سیاوش طهمورث، حسین سرشار، جلال مقدم، فتحعلی اویسی، جعفر والی، مهتاج نجومی، محمود دولت‌آبادی، عزت اله رمضانی فر، حمید جبلی، فرزانه کابلی، نیکی کریمی، امین تارخ، علی مصفا، لیلا حاتمی، حسن پورشیرازی، محمدرضا شریفی‌نیا، ژاله علو، فریده سپاه منصور، بهرام رادان، گلشیفته فراهانی، همایون ارشادی، حامد بهداد، رضا عطاران، مهناز افشار، طناز طباطبایی، رضا رویگری، پارسا پیروزفر، مهین شهابی، فیروز بهجت محمّدی، خسرو شجاع‌زاده، امین حیایی، گوهر خیراندیش، نسرین مقانلو، کتایون امیرابراهیمی، حسین گیل، محمّدعلی فردین، و فروزان (پروین خیربخش).
در جدولی که در ادامه می‌آید بازیگرانی که در بیش از دو فیلم مهرجویی بازی کرده‌اند به ترتیب تعداد بارهایی که جلوی دوربین مهرجویی رفته‌اند و به تفکیک فیلم‌ها آمده است. عزت‌الله انتظامی با بازی در ده فیلم بیشترین بازی را در فیلم‌های مهرجویی دارد. مهرجویی در دههٔ ۱۳۸۰ و در سه فیلم آخر خود به بازیگران تازه روی آورده است و هیچ‌کدام از بازیگرانی که در فیلم‌های قبلی او بازی داشته‌اند، در این سه فیلم (بمانی، مهمان مامان، سنتوری) حضور ندارند.
| فیلم‌ها             | سال تولید | عزت‌الله انتظامی | خسرو شکیبایی | علی نصیریان | محمدرضا شریفی‌نیا | علی مصفا | نیکی کریمی | فردوس کاویانی | توران مهرزاد | بیتا فرهی | ایرج راد | لیلا حاتمی | فریده سپاه‌منصور | گلشیفته فراهانی | همایون ارشادی |
| ------------------ | --------- | --------------- | ------------ | ----------- | ---------------- | -------- | ---------- | ------------- | ------------ | --------- | -------- | ---------- | --------------- | --------------- | ------------- |
| گاو                | ۱۳۴۸      | آری             | -            | آری         | -                | -        | -          | -             | -            | -         | -        | -          | -               | -               | -             |
| آقای هالو          | ۱۳۴۹      | آری             | -            | آری         | -                | -        | -          | -             | -            | -         | -        | -          | -               | -               | -             |
| پستچی              | ۱۳۵۱      | آری             | -            | آری         | -                | -        | -          | -             | -            | -         | آری      | -          | -               | -               | -             |
| دایره مینا         | ۱۳۵۳      | آری             | -            | آری         | -                | -        | -          | -             | -            | -         | آری      | -          | -               | -               | -             |
| مدرسه‌ای که می‌رفتیم | ۱۳۵۹      | آری             | -            | آری         | -                | -        | -          | -             | -            | -         | -        | -          | -               | -               | -             |
| اجاره‌نشین‌ها        | ۱۳۶۶      | آری             | -            | -           | -                | -        | -          | آری           | -            | -         | آری      | -          | -               | -               | -             |
| شیرک               | ۱۳۶۷      | آری             | -            | -           | -                | -        | -          | -             | -            | -         | -        | -          | -               | -               | -             |
| هامون              | ۱۳۶۸      | آری             | آری          | -           | -                | -        | -          | -             | آری          | آری       | -        | -          | -               | -               | -             |
| بانو               | ۱۳۶۹      | آری             | آری          | -           | -                | -        | -          | آری           | -            | آری       | -        | -          | -               | -               | -             |
| سارا               | ۱۳۷۱      | -               | آری          | -           | -                | -        | آری        | -             | -            | -         | -        | -          | -               | -               | -             |
| پری                | ۱۳۷۳      | -               | آری          | -           | آری              | آری      | آری        | -             | آری          | -         | -        | -          | -               | -               | -             |
| لیلا               | ۱۳۷۵      | -               | -            | -           | آری              | آری      | -          | -             | آری          | -         | -        | آری        | -               | -               | -             |
| دختر دایی گمشده    | ۱۳۷۵      | -               | آری          | -           | آری              | آری      | -          | -             | -            | -         | -        | -          | -               | -               | -             |
| درخت گلابی         | ۱۳۷۶      | -               | -            | -           | -                | -        | -          | -             | -            | -         | -        | -          | -               | آری             | آری           |
| میکس               | ۱۳۷۸      | آری             | آری          | -           | آری              | آری      | آری        | آری           | -            | آری       | -        | آری        | -               | -               | -             |
| بمانی              | ۱۳۸۰      | -               | -            | -           | -                | -        | -          | -             | -            | -         | -        | -          | -               | -               | -             |
| مهمان مامان        | ۱۳۸۲      | -               | -            | -           | -                | -        | -          | -             | -            | -         | -        | -          | آری             | -               | -             |
| سنتوری             | ۱۳۸۶      | -               | -            | -           | -                | -        | -          | -             | -            | -         | -        | -          | -               | آری             | -             |
| طهران تهران        | ۱۳۸۷      | -               | -            | -           | -                | -        | -          | -             | -            | -         | -        | -          | آری             | -               | -             |
| آسمان محبوب        | ۱۳۸۸      | -               | -            | -           | -                | آری      | -          | -             | -            | -         | -        | آری        | آری             | -               | -             |
| نارنجی‌پوش          | ۱۳۸۸      | -               | -            | -           | -                | -        | -          | آری           | -            | -         | -        | آری        | -               | -               | آری           |
| اشباح              | ۱۳۹۲      | -               | -            | -           | -                | -        | -          | -             | -            | -         | -        | -          | -               | -               | آری           |
| لا مینور           | ۱۳۹۸      | -               | -            | آری         | -                | آری      | -          | -             | -            | آری       | -        | -          | -               | -               | -             |

## جایزه‌ها و افتخارات
در این بخش جوایزی که داریوش مهرجویی به عنوان کارگردان یا فیلم‌نامه‌نویس یا تهیه‌کننده برنده شده است به تفکیک فیلم‌ها آمده است. بعضی از فیلم‌ها جوایز متعدد دیگری نیز برنده شده‌اند که در مقالهٔ مربوط به خود فیلم‌ها آمده است.
گاو
- ۱۹۷۰ - برنده جایزهٔ بهترین فیلم‌نامه از دومین جشنواره سینمایی سپاس.
- ۱۹۷۰ - برنده جایزه دوم بهترین فیلم در جشنواره جهانی فیلم تهران.
- ۱۹۷۱ - برنده جایزه فیپرشی سی و دومین دورهٔ جشنواره بین‌المللی فیلم ونیز، ایتالیا.
- ۱۹۷۱ - نامزد هوگو طلایی جشنواره بین‌المللی فیلم شیکاگو، آمریکا.
- ۱۹۷۲ - برنده جایزه بخش نگاه نو جشنواره فیلم برلین، آلمان.
- ۱۹۷۴ - جایزه بهترین فیلم جشنواره بین‌المللی فیلم لاروشل، فرانسه.
- بهترین فیلم تاریخ سینمای ایران، در رای‌گیری منتقدان سینمایی ایران سال‌های ۱۳۵۱، ۱۳۶۷، ۱۳۷۸.[۳۶]

آقای هالو
- ۱۹۷۱ - برنده جایزه بهترین کارگردانی، بهترین فیلم‌نامه و جایزهٔ اول به عنوان بهترین فیلم، جشنواره فیلم سپاس.
- ۱۹۷۱ - نامزد جایزه تندیس طلایی جشنوارهٔ بین‌المللی فیلم مسکو، روسیه.

پستچی
- ۱۹۷۲ - برنده جایزه بخش نگاه نو جشنواره فیلم برلین، آلمان.
- ۱۹۷۲ - فیلم هفتم ار ده فیلم برگزیدهٔ جهان توسط منتقدان انگلیسی سالنامهٔ فیلم بولتن.
- ۱۹۷۳ - نامزد هوگو طلایی جشنواره بین‌المللی فیلم شیکاگو، آمریکا.
- ۱۹۷۵ - برنده جایزه ویژه هیت داوران بخش بین‌الملل جشنواره بین‌المللی فیلم روتردام، هلند.

دایره مینا
- ۱۹۷۷ - برنده جایزهٔ بزرگ آنتن دو از جشنواره فیلم پاریس، فرانسه.
- ۱۹۷۸ - برنده جایزه ویژهٔ بین‌المللی کاتولیک‌ها، جشنواره فیلم برلین، آلمان.
- ۱۹۷۸ - برنده جایزهٔ فیپرشی سینمای نو از جشنواره فیلم برلین، آلمان.[۳۷]
- ۱۹۷۸ - نامزد هوگو طلایی جشنواره بین‌المللی فیلم شیکاگو، آمریکا.
- ۱۹۸۰ - برنده جایزه بهترین فیلم، جشنواره فیلم پراد، فرانسه.

مدرسه‌ای که می‌رفتیم
- ۱۹۸۴ - برنده جایزه ویژه هیئت داوران و نمایش در بخش خارج از مسابقه در جشنواره سه قاره، فرانسه.

هامون
- ۱۹۹۰ - برنده سیمرغ بلورین بهترین کارگردانی و بهترین فیلم‌نامه جشنواره فیلم فجر.
- ۱۹۹۱ - برنده جایزهٔ برنز بهترین فیلم در بیست و چهارمین جشنوارهٔ بین‌المللی فیلم هیوستون، آمریکا.
- ۱۹۹۱ - نامزد جایزه بزرگ جشنواره بین‌المللی فیلم توکیو، ژاپن.
- برگزیده شده به عنوان بهترین فیلم تاریخ سینمای ایران در شماره‌های ۱۰۰ و ۲۰۰ ماهنامهٔ سینمای فیلم، توسط خوانندگان.

بانو
- ۱۹۹۹ - برنده جایزه ذکر ویژه و جایزه دان کیشوت جشنواره فیلم برلین، آلمان.
- ۱۹۹۹ - نامزد قرقاول طلایی جشنواره فیلم کرالا، هند.
- ۱۹۹۹ - نامزد جایزه بهترین فیلم بخش بین‌المللی جشنواره بین‌المللی فیلم ماردل پلاتا، آرژانتین.

سارا
- ۱۹۹۳ - برنده جایزه صدف طلایی بهترین فیلم در چهل و یکمین جشنواره فیلم سن‌سباستین، اسپانیا.
- ۱۹۹۳ - برنده سیمرغ بلورین بهترین فیلم‌نامه جشنواره فیلم فجر.
- ۱۹۹۳ - برنده جایزه بالن نقره‌ای بهترین فیلم جشنواره سه قاره، فرانسه.
- ۱۹۹۳ - برنده جایزه بهترین فیلم از نگاه تماشاگران در جشنواره سه قاره، فرانسه.
- ۱۹۹۳ - نامزد جایزه بالن طلایی بهترین فیلم جشنواره سه قاره، فرانسه.
- ۱۹۹۴ - برنده جایزه دوم بهترین فیلم منتخب تماشاگران در جشنوارهٔ فیلم رن، فرانسه.
- ۱۹۹۴ - برنده جایزه از هجدهمین جشنواره بین‌المللی فیلم سائو پائولو، برزیل.
- ۱۹۹۵ - برنده جایزه هنری‌ترین فیلم از دوازدهمین جشنواره بین‌المللی فیلم حراره، زیمبابوه.

پری
- ۱۹۹۵ - برنده سیمرغ بلورین بهترین کارگردانی جشنواره فیلم فجر.

لیلا
- ۱۹۹۵ - برنده جایزه بهترین کارگردانی اولین جشن سینمای ایران.
- ۱۹۹۵ - برنده جایزه بهترین فیلم‌نامه اولین جشن سینمای ایران.

درخت گلابی
- ۱۹۹۷ - برنده جایزه بهترین فیلم جشنواره بین‌المللی فیلم زنگبار، تانزانیا.
- ۱۹۹۷ - نامزد جایزه بهترین فیلم‌نامه دومین جشن سینمای ایران.
- ۱۹۹۷ - نامزد جایزه بهترین فیلم شانزدهمین جشنواره فیلم فجر.
- ۱۹۹۸ - برنده هوگو نقره‌ای سی و چهارمین جشنواره بین‌المللی فیلم شیکاگو، آمریکا.

بمانی
- ۲۰۰۳ - برنده جایزه ویژه جشنواره فیلم بروکسل، بلژیک.
- ۲۰۰۲- نامزد جایزه بخش نوعی نگاه جشنواره کن

مهمان مامان
- ۲۰۰۴ - برنده جایزه بهترین فیلم بیست و دومین جشنواره فیلم فجر.
- ۲۰۰۴ - برندهٔ لوح زرین بهترین فیلم از دیدگاه منتقدان بیست و پنجمین جشنواره فیلم فجر.
- ۲۰۰۵ - نامزد جایزه بهترین فیلم و بهترین کارگردانی هشتمین جشن بزرگ سینمای ایران.
- ۲۰۰۵ - نامزد جایزه بهترین فیلم سیزدهمین جشنواره بین‌المللی فیلم فوکوئوکا، ژاپن.

سنتوری
- ۲۰۰۷ - برندهٔ جایزه بهترین فیلم از نگاه تماشاگران بیست و پنجمین جشنواره فیلم فجر.

نارنجی‌پوش
- ۲۰۱۲ - برنده جایزه ویژه هیئت داوران سی‌امین دوره جشنواره فیلم فجر[۳۸]

شخصی
- ۱۳۸۵ - جایزه یک عمر فعالیت اثرگذار فرهنگی، جایزه یلدا، به همت انتشارات کاروان و ماهنامه جشن کتاب.
- ۲۰۰۷ - دریافت جایزه دست چاپ جشنواره فیلم بوسان.
- ۲۰۰۸ - تقدیر برای یک عمر فعالیت هنری جشنواره بین‌المللی فیلم زردآلوی طلایی ایروان.[۳۹]
- ۲۰۱۴ - دریافت نشان لژیون دونور درجه شوالیه از سوی سفیر فرانسه.[۴۰][۴۱]

## سانسور و توقیف

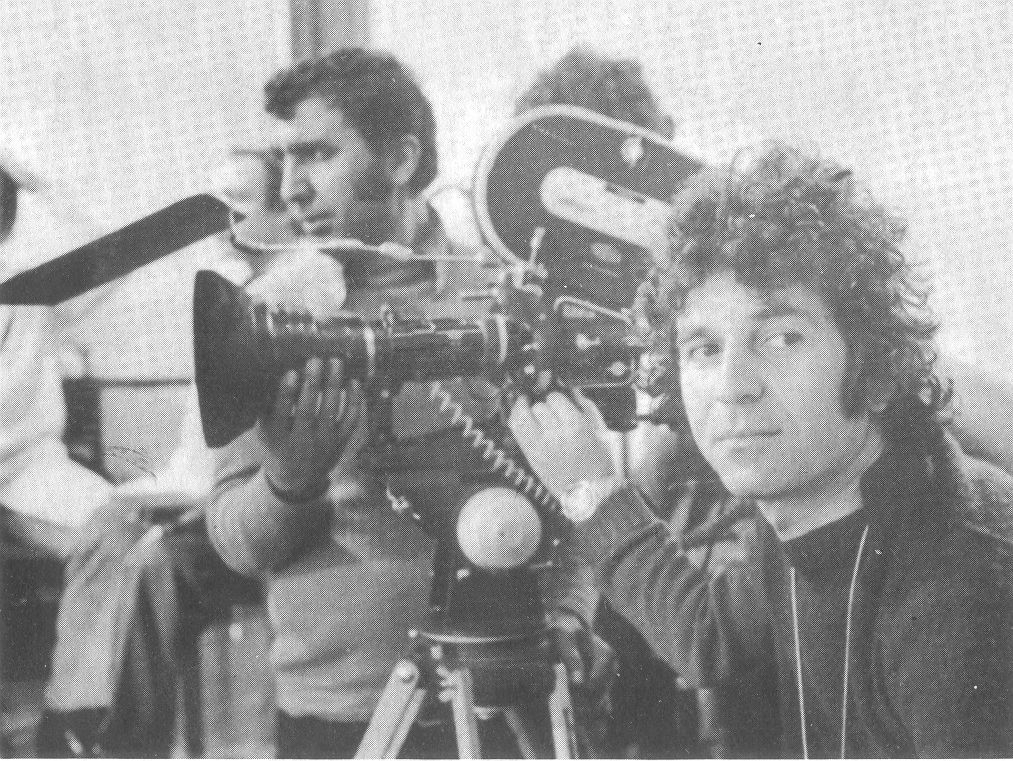
داریوش مهرجویی در پشت صحنهٔ فیلم‌برداری دایرهٔ مینا (۱۳۵۳) این فیلم به مدت سه سال توقیف بود.

بیشتر فیلم‌های مهرجویی سانسور شده‌اند. او احتمالاً تنها فیلمسازی بود که هم در ایران پهلوی و هم در نظام جمهوری اسلامی ایران فیلم‌هایش توقیف شد. در جدول زیر فاصلهٔ بین ساخته شدن و اجازهٔ پخش گرفتن فیلم‌های مهرجویی آمده است. فیلم بلندِ مستندِ سینمایی الموت که آن را در سال ۱۳۵۵ ساخت و در مورد اسلام، تشیع و اسماعیلیان است و برای تلویزیون ملی ایران ساخته شده‌بود، هرگز به نمایش در نیامد و گفته شد فیلم گم شده است. فیلم سنتوری هم که در ۱۳۸۵ ساخته شده است به دستور وزیر فرهنگ و ارشاد اسلامی دولت نهم اجازهٔ اکران عمومی نگرفت تا این که در دولت دهم بدون اکران عمومی وارد شبکهٔ خانگی (ویدئویی) شد.
در اسفند ۱۴۰۰ با صادر نشدن پروانه نمایش جدید برای فیلم لامینور او از طرف وزارت فرهنگ و ارشاد اسلامی دولت سیزدهم، این فیلم به شکل رسمی از ترکیب اکران نوروز ۱۴۰۱ خارج شد و تلاش‌های تهیه‌کننده و بیانیه صنف‌های سینمایی برای نمایش عمومی آخرین ساختهٔ مهرجویی بی‌اثر ماند. استدلال مسئولان سازمان سینمایی ایران این بود که دو سال از صدور مجوز نمایش این اثر سینمایی گذشته و این مجوز منقضی شده است.
| فیلم‌ها                  | تاریخ ساخت | تاریخ پخش | سال‌های توقیف |
| ----------------------- | ---------- | --------- | ------------ |
| گاو                     | ۱۳۴۸       | ۱۳۴۹      | ۱            |
| دایره مینا              | ۱۳۵۳       | ۱۳۵۶      | ۳            |
| الموت یا سیاحت در ایران | ۱۳۵۵       | مفقود شده | -            |
| مدرسه‌ای که می‌رفتیم      | ۱۳۵۹       | ۱۳۶۹      | ۱۰           |
| بانو                    | ۱۳۶۹       | ۱۳۷۶      | ۷            |
| سنتوری                  | ۱۳۸۵       | ۱۳۸۹      | ۴            |
| لامینور                 | ۱۳۹۸       | ۱۴۰۱      | ۳            |

## سبک فیلم‌سازی
از نظر سبک فیلم‌سازی، داریوش مهرجویی در فیلم‌هایش قید زمان و مکان را برمی‌دارد و در ماورای این ارکان اصلی وجودی پیش می‌رود و همین حرکت‌ها و رخدادها هستند که تصور مخاطب را بی‌پروا با خود به هر طرف می‌کشانند.